# 明尊
明尊（みょうそん、天禄2年（971年）- 康平6年6月26日（1063年7月24日））は、平安時代中期の天台宗の僧。志賀僧正と称される。父は兵庫頭・小野奉時で、三蹟・小野道風は祖父にあたる。

## 略歴
幼いときに園城寺（三井寺）に入り、余慶から顕教・密教の2教を学び、慶祚からその奥義を伝授された。円満院に住して園城寺法務を兼ね僧正まで至っている。長暦2年（1038年）、天台座主に任じられると、円仁の流れを汲んだ宗徒がそれに激しく反発、翌長暦3年（1039年）には関白藤原頼通に強訴したことから、座主を辞さざるを得ず円仁派の教円が座主に就任した。その直後園城寺は延暦寺とは別に戒壇を設けることを奏上したが、山門派の反対にあい実現しなかった。寛徳2年（1045年）に園城寺長吏、永承3年（1048年）に天台座主に就任したが、山門派・寺門派の対立により3日で座主職を辞職せざるを得なくなった。天喜元年（1053年）、牛車を許され、翌天喜2年（1054年）には平等院検校に任じられている。明尊に帰依していた頼通は、康平3年（1060年）には明尊の90歳になったのを祝賀している。